# 法執行機関
法執行機関（ほうしっこうきかん 英語：Law enforcement agency, LEA）とは、「法に基づいて強制力を伴った実働を行う国家機関」、「法の遵守を保証する責任を負う機関」などの警察権を指す言葉となるが、「法執行機関」と言った場合、以下のうちのいずれを指しているのかは、この語が用いられる文章、および文脈によって異なる。広義における警察や保安官のこと。
- 法に基づき、強制力を持った実働を行う権限を持った機関・組織

- 国家の機関・組織のうち、治安維持のために警察権を行使することを許可されている機関・組織

- 特殊部隊のうち、軍隊以外に所属する、治安維持を主目的とした機関・組織を指す用語